# Scalable Link Interface
 (novembre 2024).
Si vous disposez d'ouvrages ou d'articles de référence ou si vous connaissez des sites web de qualité traitant du thème abordé ici, merci de compléter l'article en donnant les références utiles à sa vérifiabilité et en les liant à la section « Notes et références ».
Scalable Link Interface (SLI) est une marque déposée par Nvidia pour une solution permettant de relier deux ou plusieurs cartes graphiques travaillant sur une même sortie.

## Présentation et principes de base
La première moitié des années 1990 a vu s'imposer un nouveau concept de jeux vidéo basés sur une 3D en temps réel. La somme des calculs nécessaires pour réaliser l'affichage étant très importante, quelques firmes ont mis au point des cartes graphiques dotées de microprocesseurs spécialement conçus à cette fin. Cela a eu pour effet, non seulement de soulager le CPU, mais également d'améliorer la qualité graphique. Parmi elles, la société 3dfx s'est illustrée grâce à ses processeurs graphiques Voodoo. Et c'est cette même société 3dfx qui eut l'idée du « SLI ». La philosophie était de faire travailler en parallèle plusieurs cartes graphiques identiques afin d'accroître les capacités de calcul et, ainsi, d’augmenter les performances graphiques. (SLI signifiait à l'époque Scan Line Interleave.)
Cette technologie fut malgré tout oubliée durant quelques années, sans doute en raison du fait que les jeux vidéo de l'époque se satisfaisaient amplement de solutions graphiques moins onéreuses et... plus performantes. Parmi ces dernières, les cartes graphiques équipées de processeurs nVidia. Cette firme finira d'ailleurs par acquérir 3dfx fin 2000.
Et c'est précisément nVidia qui ressortira le SLI des cartons en 2004, à l'occasion de la sortie de sa série GeForce 6. Le SLI était perfectionné et rebaptisé Scalable Link Interface, mais le principe était le même : permettre de coupler deux cartes vidéo (ou plus) en utilisant, cette fois, le nouveau port PCI-Express, successeur du port AGP.

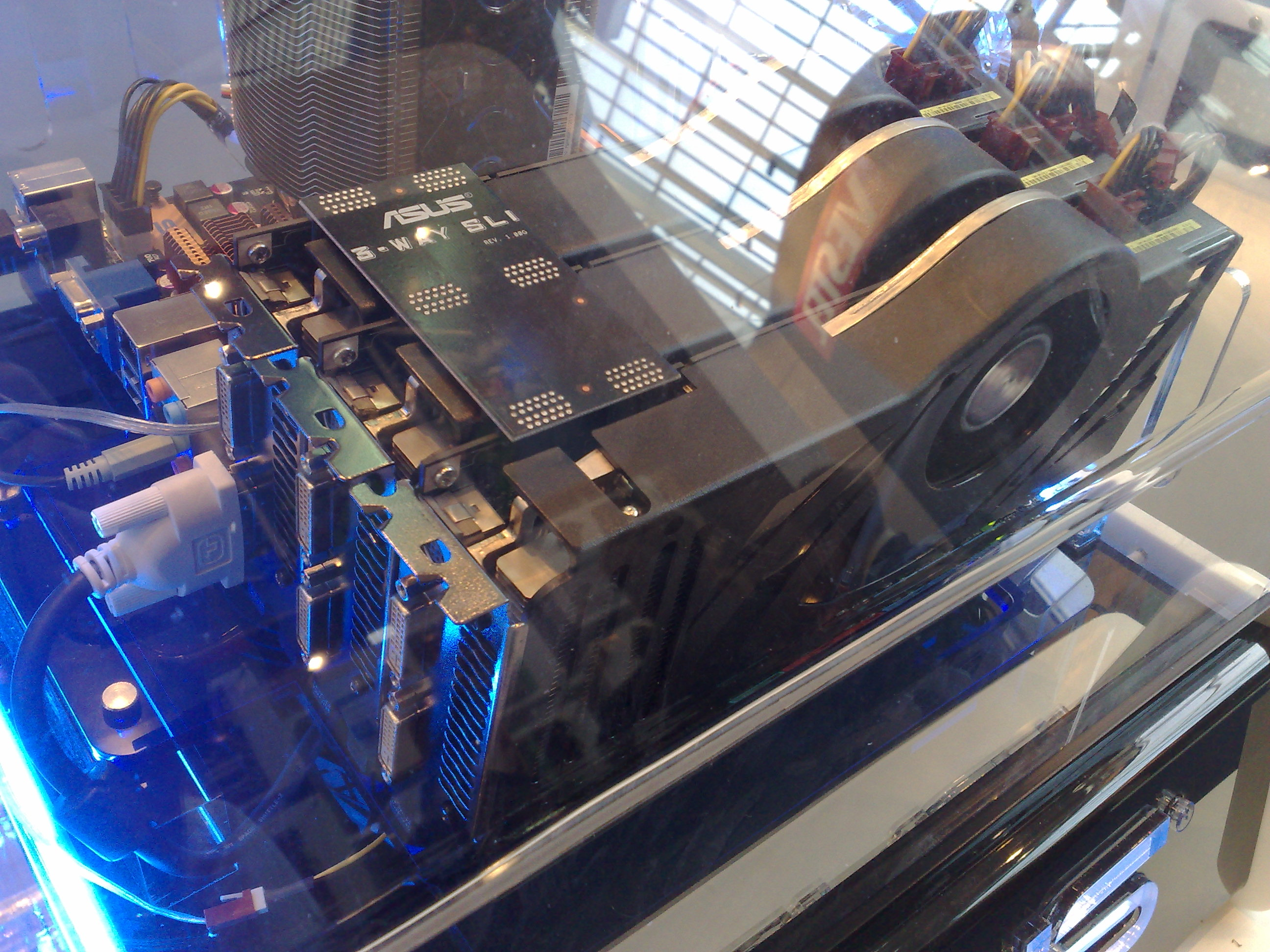
Du SLI en 3 way

Le résultat est une très nette augmentation des performances dans les jeux 3D (on peut observer sur certaines applications des performances doublées). La différence sera en particulier sensible lorsque seront sollicitées des options comme l'anticrénelage ou le filtrage anisotrope, permettant d'améliorer la qualité visuelle mais nécessitant de nombreux calculs.
Afin de pouvoir supporter les possibilités du SLI, la carte mère doit bien sûr être conçue pour cela, et par conséquent être dotée d'au moins deux ports PCI-Express. Certaines cartes permettent le 3-way SLI, pour associer 3 cartes graphiques Nvidia sur une même carte mère. Cependant cette technique n'est pas possible avec des cartes bi-GPU comme la GTX 295, la GTX 590 ou  la GTX 690.

### Hybrid SLI
Lancé au premier semestre 2008, l'Hybrid SLI est dérivé du SLI et vise les machines dotées de puces graphiques intégrées à la carte mère (IGP) et d'une carte graphique. Il offre deux nouvelles fonctionnalités :
- Hybrid Power : en activant cette fonction, la carte graphique n'est plus utilisée que pour la 3D. En mode 2D, c'est l'IGP qui prend le relais et la carte graphique est totalement arrêtée, ce qui permet de diminuer la consommation totale de la machine. L'écran est connecté uniquement à l'IGP, ce qui engendre des baisses de performances en mode 3D[2], la carte graphique devant renvoyer l'image calculée vers l'IGP,
- GeForce Boost : cette fonction est plus proche du SLI classique. En effet, elle consiste à combiner la puissance de l'IGP et de la carte graphique pour améliorer les performances en mode 3D. Cette solution est proposée uniquement avec les cartes graphiques d'entrée et de milieu de gamme, qui profiteront le plus de ce petit gain de puissance.

Seulement quelques modèles supportent la technologie Hybrid SLI et ce partiellement.
Compatible Hybrid Power
- GeForce GTX 280
- GeForce GTX 260
- GeForce 9800 GX2
- GeForce 9800 GTX+
- GeForce 9800 GTX
- GeForce 9800 GT

Compatible GeForce Boost
- GeForce 8600 GTS
- GeForce 8500 GT
- GeForce 8400 GS

## Limitations et inconvénients
- Impossibilité au début de coupler deux cartes de modèles différents (ex : 8800GTS + 8800GTX), problème réglé contre la volonté de nvidia par des patchs permettant même d'utiliser des cartes AMD.
- Obligation de posséder une carte mère avec au moins 2 ports PCI-Express 16X et compatible SLI. Les ports doivent être au format physique du port PCI-Express 16X pour pouvoir accueillir une carte graphique, mais peuvent être câblés avec un nombre inférieur de lignes. Sur les premières cartes mères SLI par exemple, les deux ports étaient câblés en 8x, les premiers chipsets nForce ne supportant que 20 lignes PCI-Express.
- Afin de ne pas brider leurs performances, deux cartes graphiques haut-de-gamme montées en SLI nécessitent un microprocesseur haut-de-gamme lui aussi.
- Une consommation électrique en hausse, surtout en cas de couplage de deux cartes haut-de-gamme "gourmandes" (2x8800GTX, par exemple). L'acquisition d'un nouveau bloc d'alimentation pourra être nécessaire (toujours dans le cas d'un SLI à base de 8800GTX, nVidia recommande un minimum de 750 W[4]).
- Élévation de la température à l'intérieur du boîtier. Celui-ci doit être bien ventilé.
- Nuisances sonores accrues.
- Il s'agit d'une technologie onéreuse puisqu'il faut, pour en bénéficier, acheter plusieurs cartes graphiques (si on opte pour du haut-de-gamme ; les GTX 1070 valant 400 euros pièce début 2017), sans compter le remplacement éventuel de certains composants (alimentation, carte mère, ventilation du boîtier).
- Bien souvent, pour pouvoir profiter du gain de performance en jeu, NVIDIA et/ou l'éditeur du jeu doivent développer des optimisations spécifiques sur les pilotes. Certains jeux peuvent même s’avérer moins performants avec le SLI que sans.
- Contrairement aux idées reçues, en mode SLI, chaque carte graphique utilise sa propre mémoire tampon pour afficher une application 3D. Ainsi, la VRAM de chacune des deux cartes graphiques est non cumulable.

## Idées reçues
- Les cartes ne doivent pas forcément être du même constructeur (On peut coupler un constructeur X avec un constructeur Y tant que le modèle de la carte reste le même).
- À l'origine le SLI n'était pas synonyme de PCI-Express.
- 2 cartes combinées n'offrent pas 2 fois la puissance d'une seule carte, bien qu'elles s'en approchent (certaines opérations ne peuvent être scindées en 2).